# Benoîte Groult
Benoîte Groult, född 31 januari 1920 i Paris, död 20 juni 2016 i Hyères, var en fransk journalist, författare och feministisk aktivist.